# Giovane oro
Giovane oro è il primo album in studio del rapper italiano Random, pubblicato il 23 agosto 2018.

## Tracce
1. Intro – 1:47
2. Fluss – 3:19
3. Bonfire – 2:23
4. Giovane oro – 2:44
5. Ritornerai – 3:22
6. Il cammino – 3:52
7. Non capisco – 2:26
8. Il prescelto – 3:13
9. Neve – 2:46
10. DVC – 2:45
11. Collateral #1 – 2:18
12. Fuego – 3:49